# Jim Porter
Jim Porter, né le 9 novembre 1939, est un copilote britannique de rallye. 

## Biographie
Il a été le copilote de Roger Clark, le plus souvent dans des courses organisées en Grande-Bretagne et en Irlande.
Il a aussi accompagné Hannu Mikkola et Ove Andersson.
Paradoxalement, il n'a jamais réussi à remporter son propre rallye national, le RAC Rally, bien que son partenaire habituel Roger Clark l'ait fait de son côté à deux reprises.
Ses premières victoires internationales ont lieu en 1968 avec R. Clark (en Grèce et aux Pays-Bas), et il achève sa carrière hors de son pays en 1979, avec une participation à deux derniers rallyes du WRC.

## Palmarès
- Aide Roger Clark à la conquête du titre honorifique de Vice-champion du monde des rallyes en 1976 (sur Ford Escort RS1800 (ainsi que Stuart Pegg, l'autre copilote attitré alors (vainqueur du RAC Rally));
- Quadruple champion d'Angleterre des rallyes (BRC): 1965 (sur Ford Cortina CT), 1972, 1973, et 1975 (sur Ford Escort RS1600) (les quatre fois avec Roger Clark pour pilote).

### Victoires en rallye
- Rallye autrichien des Alpes à deux reprises, en 1969 avec Hannu Mikkola (sur Ford Escort TC - ERC), et en 1971 avec Ove Andersson (sur Alpine A110 1600 - CIM).
- Rallye d’Écosse à six reprises, en 1964, 1965, 1967 (sur Ford Cortina GT), 1968, 1973 et 1975 (sur Ford Escort RS1600,  avec Roger Clark - ERC et BRC);
- Circuit d'Irlande en 1968, 1969, et 1970 (sur Ford Escort Twin Cam, puis sur Escort RS 1600, avec Roger Clark - ERC);
- Rallye de l'Acropole en 1968 (sur Ford Escort, avec Roger Clark - ERC);
- Rallye des Tulipes en 1968 (sur Ford Escort TC, avec Roger Clark - ERC);
- Rallye de Chypre en 1978 (sur Ford Escort RS 1800 STW 200R, avec Roger Clark - ERC);
- Rallye de Nouvelle-Zélande en 1973 (sur Ford Escort RS1600, avec H. Mikkola - hors WRC);
  - 2e du rallye de l'Acropole en 1977 (sur Ford Escort RS1800, avec R. Clark - WRC);
  - 3e du rallye Molson du Québec en 1977 (sur Ford Escort RS1800, avec R. Clark - WRC);
  - 3e du rallye de l'Acropole en 1970 (sur Ford Escort TC, avec Ove Anderson- IMC);
  - 3e du rallye d'Écosse en 1978 (sur Ford Escort RS1800, avec Roger Clark - ERC).